# PureBoys The Pure
PureBoys The Pure(ピュアボーイズ ザ ピュア)は2009年10月10日から12月19日までBSフジにて放送されていたバラエティ番組である。若手俳優グループPureBoys初の冠番組。2010年1月29日にDVDが発売された。
2010年1月10日から4月4日まで再放送された。

## 放送時間
(2009年10月～12月)
- 毎週土曜23:00～23:30
- 毎週日曜26:15～26:45（月曜未明）

(2010年1月～4月)
- 毎週日曜24:45～25:15（月曜未明）

## 番組内容
- PureBoysのメンバーが料理対決、ドラマ、ファンの自宅訪問など様々なことを実行していくバラエティ番組。コーナー名は「PureBoys the～」と後に続く。

「PureBoys the Cooking」メンバーが個人戦で料理対決する。三浦が優勝。
「PureBoys the Science」3人がある化学実験をする。2回とも失敗して罰ゲームを受けた。
「PureBoys the Come on a my House」2人が応募した視聴者の家を訪れて番組を見ているかチェックする。
「PureBoys the Obento Battle」料理対決と同様、弁当の出来を競う。八神が優勝。
「資格ファイター安藤龍」安藤が指名された指示に従い資格を取っていく。失敗すると影の総統よりお仕置き（ケツバット）を受ける。

## ドラマ
- PureBoysの7人がスポーツカフェに集まり、店のマネージャー美崎の指示の下、ベネディクトという組織の裏金を奪う計画を立てる。

## 出演者
- PureBoys(南圭介、八神蓮、佐藤雄一、永岡卓也、絲木建太、三浦涼介、安藤龍)

### ドラマ出演者
- 滝沢沙織:マネージャー美崎役
- 神保悟志:料理長役
- 辰巳奈都子:メイド役

## スタッフ
- 構成：槙田英司
- 脚本：山岡潤平
- ナレーション：増谷康紀
- AP：村田泰介(MMJ)、橋 むつ美(MMJ)
- ディレクター：名嘉鎮士(Fact)、白石堅太郎(MMJ)、肥後智一(MMJ)
- 演出：柳岡秀一(Fact)
- プロデューサー：大垣修也(ポニーキャニオン)、山口一美(MMJ)、坂井良美(MMJ)

## テーマソング
- 「ゼンカイダンス」(2009年11月25日販売)